# بیمارستان سرطان باکتاپور
بیمارستان سرطان باکتاپور (به لاتین: Bhaktapur Cancer Hospital) یک بیمارستان در نپال است که در باکتاپور واقع شده‌است.